# Telenomus perniciosi
Telenomus perniciosi is een vliesvleugelig insect uit de familie van de Scelionidae. De wetenschappelijke naam van de soort is voor het eerst geldig gepubliceerd in 1942 door Soyka.